# Estádio João Hora de Oliveira
Het Estádio João Hora de Oliveira is een multifunctioneel stadion in Aracaju, een stad in Brazilië. In de wijk Siqueira Campos. Het stadion heeft als bijnamen 'João Hora' en 'Caldeirão'.
Het stadion wordt vooral gebruikt voor voetbalwedstrijden, de voetbalclub Club Sportivo Sergipe maakt(e) gebruik van dit stadion. In het stadion is plaats voor 10.000 toeschouwers. 